# Tolsti Lug
Tolsti Lug (en ruso: Толстый Луг) es un pueblo ruso perteneciente al óblast de Kursk. Situado en el suroeste del país, forma parte del distrito de Sudzha.
El pueblo se encuentra ocupada por Ucrania desde el 6 de agosto de 2024, en el marco de la Incursión ucraniana en el óblast de Kursk de agosto de 2024. 

## Geografía
Tolsti Lug está situado a orillas del río Snagost, 18 km al noroeste de Sudzha. El pueblo se encuentra en la región histórica de Ucrania Libre.  

## Historia
El 6 de agosto de 2024, el pueblo fue escenario de una incursión en la óblast de Kursk de las Fuerzas Armadas de Ucrania en el transcurso de la guerra ruso-ucraniana.El 15 de agosto, el gobierno ucraniano anunció la formación de una administración militar para brindar ayuda humanitaria a los civiles y mantener la ley y el orden, donde se integró a Tolsti Lug.

## Demografía
La evolución demográfica de Tolsti Lug entre 2002 y 2010 fue la siguiente:
| 195                            | 132 |
| (Fuente: Population of Russia) |     |

En el censo de 2010, el 96% de la población eran rusos.